# Serie A 2017-2018 (rugby a 15 femminile)
La serie A 2017-18 fu il 27º campionato di rugby a 15 femminile di prima divisione organizzato dalla Federazione Italiana Rugby e il 34º assoluto.
Si tenne dal 1º ottobre 2017 al 2 giugno 2018 tra 20 squadre ripartite in due gironi paritetici su base geografica, massimo storico di squadre nel torneo, e vide l'esordio di due formazioni campane, l’Amatori Torre del Greco e l’Old Napoli Rugby, una toscana, le Puma Bisenzio e la formazione femminile del Verona.
La finale del torneo, che si tenne a Calvisano, vide la riproposizione di quella della stagione precedente tra Valsugana di Padova e Colorno, ma a differenza di allora fu la compagine emiliana ad assicurarsi la vittoria e a portare per la seconda volta lo scudetto femminile fuori dal Veneto in 27 edizioni di campionato.
Colorno fu la quinta squadra, dopo nell’ordine le Red Panthers di Treviso, il Riviera di Mira, il Monza e il citato Valsugana, a iscrivere il proprio nome nell’albo d’oro del campionato.

## Formula
Il campionato si divise in due fasi, una stagione regolare a gironi e una a eliminazione diretta o a play-off.
Nella stagione regolare, in ogni girone le squadre si incontrarono in partite d'andata e ritorno e la classifica risultante fu stilata secondo il criterio dell'Emisfero Sud (4 punti a vittoria, 2 punti per il pareggio, 0 punti per la sconfitta, eventuale punto di bonus per ogni squadra autrice di 4 o più mete in un singolo incontro, ulteriore eventuale punto di bonus alla squadra sconfitta con 7 o meno punti di scarto).
Nella fase a play-off la prima classificata di ogni girone accedette direttamente alla semifinale; le altre due semifinaliste furono determinate da un preliminare di barrage in gara unica tra le seconde classificate di un girone e le terze dell'altro, in casa delle seconde classificate.
Più nel dettaglio, la prima classificata del girone 1 affrontò in semifinale la vincente del barrage tra la seconda del girone 2 e la terza del girone 1, mentre la prima classificata del girone 2 affrontò la vincente dell'altro barrage.
Le semifinali si tennero in gara unica in casa delle prime classificate di ogni gironi, e le vincitrici delle semifinali dovettero affrontarsi il 2 giugno 2018 in gara unica in campo neutro da stabilirsi a tempo debito; la Federazione, per la terza edizione consecutiva, designò lo stadio San Michele di Calvisano.

## Squadre partecipanti

### Girone 1
- Cogoleto
- Colorno
- CUS Pavia
- CUS Torino
- Monza
- Red Panthers (Treviso)
- Riviera (Mira)
- Valsugana (Padova)
- Verona
- Villorba

### Girone 2
- Amatori Torre (Torre del Greco)
- Belve Neroverdi (L'Aquila)
- Bologna
- CUS Ferrara
- CUS Pisa
- Donne Etrusche (Cortona e Perugia)
- Frascati 2015
- Montevirginio (Canale Monterano)
- Old Napoli
- Le Puma Bisenzio (Campi Bisenzio)

## Stagione regolare

### Girone 1
| 1-10-2017  | 1ª/10ª giornata         | 17-12-2017 |
| ---------- | ----------------------- | ---------- |
| 17-38      | Cogoleto – Riviera      | 19-62      |
| 0-52       | CUS Torino – Colorno    | 0-61       |
| 27-17      | Monza – Red Panthers    | 19-22      |
| 67-0       | Valsugana – CUS Pavia   | 58-0       |
| 133-0      | Villorba – Verona       | 51-0       |
|            |                         |            |
| 29-10-2017 | 4ª/13ª giornata         | 25-3-2018  |
| 0-101      | CUS Pavia – Colorno     | 0-87       |
| 58-0       | Red Panthers – Cogoleto | 46-0       |
| 19-31      | Riviera – Monza         | 5-67       |
| 28-14      | Valsugana – Villorba    | 11-19      |
| 0-46       | Verona – CUS Torino     | 0-58       |
|            |                         |            |
| 26-11-2017 | 7ª/16ª giornata         | 23-4-2018  |
| 19-66      | Cogoleto – CUS Torino   | 0-71       |
| 36-3       | Colorno – Valsugana     | 5-27       |
| 15-17      | CUS Pavia – Riviera     | 0-60       |
| 24-34      | Monza – Villorba        | 17-22      |
| 73-0       | Red Panthers – Verona   | 70-5       |

| 8-10-2017 | 2ª/11ª giornata          | 21-1-2018 |
| --------- | ------------------------ | --------- |
| 107-0     | Colorno – Cogoleto       | 56-5      |
| 0-41      | CUS Pavia – Monza        | 5-69      |
| 3-24      | Red Panthers – Villorba  | 10-32     |
| 5-15      | Riviera – CUS Torino     | 8-20      |
| 0-143     | Verona – Valsugana       | 0-147     |
|           |                          |           |
| 5-11-2017 | 5ª/14ª giornata          | 8-4-2018  |
| 24-22     | Cogoleto – Verona        | 24-40     |
| 83-0      | Colorno – Riviera        | 56-7      |
| 3-12      | CUS Pavia – Red Panthers | 0-56      |
| 0-31      | Monza – Valsugana        | 0-57      |
| 20-0      | Villorba – CUS Torino    | 33-0      |
|           |                          |           |
| 3-12-2017 | 8ª/17ª giornata          | 29-4-2018 |
| 52-0      | CUS Torino – CUS Pavia   | 37-5      |
| 16-24     | Monza – Colorno          | 22-38     |
| 47-10     | Valsugana – Red Panthers | 35-8      |
| 0-75      | Verona – Riviera         | 10-74     |
| 107-0     | Villorba – Cogoleto      | 85-3      |

| 15-10-2017 | 3ª/12ª giornata           | 28-1-2018 |
| ---------- | ------------------------- | --------- |
| 0-3        | Cogoleto – CUS Pavia      | 10-27     |
| 47-3       | Colorno – Red Panthers    | 29-10     |
| 5-41       | CUS Torino – Valsugana    | 5-72      |
| 108-0      | Monza – Verona            | 87-0      |
| 49-5       | Villorba – Riviera        | 62-5      |
|            |                           |           |
| 12-11-2017 | 6ª/15ª giornata           | 15-4-2018 |
| 12-0       | CUS Torino – Monza        | 3-46      |
| 6-15       | Riviera – Red Panthers    | 0-39      |
| 89-0       | Valsugana – Cogoleto      | 147-0     |
| 0-77       | Verona – Colorno          | 5-94      |
| 49-0       | Villorba – CUS Pavia      | 56-5      |
|            |                           |           |
| 10-12-2017 | 9ª/18ª giornata           | 6-5-2018  |
| 8-60       | Cogoleto – Monza          | 0-132     |
| 26-15      | Colorno – Villorba        | 33-17     |
| 51-15      | CUS Pavia – Verona        | 61-3      |
| 5-8        | Red Panthers – CUS Torino | 10-11     |
| 0-39       | Riviera – Valsugana       | 3-52      |

#### Classifica girone 1
|  |     | Squadra      | G  | V  | N | P  | PF   | PS   | P±     | B  | Pen | Pt |
|  | --- | ------------ | -- | -- | - | -- | ---- | ---- | ------ | -- | --- | -- |
|  | 1.  | Colorno      | 18 | 17 | 0 | 1  | 1005 | 135  | 870    | 17 | 0   | 85 |
|  | 2.  | Valsugana    | 18 | 16 | 0 | 2  | 1099 | 105  | 994    | 16 | 0   | 80 |
|  | 3.  | Villorba     | 18 | 15 | 0 | 3  | 822  | 170  | 652    | 13 | 0   | 73 |
|  | 4.  | Monza        | 18 | 10 | 0 | 8  | 766  | 297  | 469    | 12 | 0   | 52 |
|  | 5.  | CUS Torino   | 18 | 11 | 0 | 7  | 409  | 377  | 32     | 7  | 0   | 51 |
|  | 6.  | Red Panthers | 18 | 9  | 0 | 9  | 467  | 293  | 174    | 9  | 0   | 45 |
|  | 7.  | Riviera      | 18 | 6  | 0 | 12 | 389  | 582  | −193   | 5  | 4   | 25 |
|  | 8.  | CUS Pavia    | 18 | 4  | 0 | 14 | 175  | 790  | −615   | 4  | 0   | 20 |
|  | 9.  | Verona       | 18 | 1  | 0 | 17 | 100  | 1396 | −1 296 | 3  | 4   | 3  |
|  | 10. | Cogoleto     | 18 | 1  | 0 | 17 | 129  | 1216 | −1 087 | 2  | 8   | −2 |

### Girone 2
| 1-10-2017  | 1ª/10ª giornata             | 17-12-2017 |
| ---------- | --------------------------- | ---------- |
| 44-29      | Bologna – Belve Nerov.      | 33-12      |
| 5-66       | CUS Pisa – Montevirginio    | 0-62       |
| 67-7       | Donne Etr. – Amat. Torre    | 24-0       |
| 62-0       | Frascati – CUS Ferrara      | 44-7       |
| 0-50       | Old Napoli – I Puma         | 5-20       |
|            |                             |            |
| 29-10-2017 | 4ª/13ª giornata             | 25-3-2018  |
| 10-17      | Amat. Torre – Old Napoli    | 22-17      |
| 62-0       | Belve Nerov. – CUS Pisa     | 67-0       |
| 13-19      | Bologna – Frascati          | 19-12      |
| 66-0       | Montevirginio – CUS Ferrara | 60-5       |
| 0-27       | I Puma – Donne Etr.         | 0-26       |
|            |                             |            |
| 26-11-2017 | 7ª/16ª giornata             | 23-4-2018  |
| 29-5       | Belve Nerov. – I Puma       | 17-12      |
| 0-29       | CUS Ferrara – Bologna       | 7-65       |
| 0-51       | CUS Pisa – Donne Etr.       | 0-50       |
| 65-7       | Montevirginio – Amat. Torre | 43-5       |
| 0-72       | Old Napoli – Frascati       | 5-52       |

| 8-10-2017 | 2ª/11ª giornata              | 21-1-2018 |
| --------- | ---------------------------- | --------- |
| 20-0      | Amat. Torre – Frascati       | 0-73      |
| 82-0      | Belve Nerov. – Old Napoli    | 22-17     |
| 25-10     | CUS Ferrara – CUS Pisa       | 41-0      |
| 15-15     | Montevirginio – Donne Etr.   | 20-12     |
| 0-77      | I Puma – Bologna             | 5-53      |
|           |                              |           |
| 5-11-2017 | 5ª/14ª giornata              | 8-4-2018  |
| 7-29      | Belve Nerov. – Montevirginio | 12-31     |
| 10-5      | CUS Ferrara – Amat. Torre    | 19-19     |
| 7-17      | CUS Pisa – I Puma            | 0-41      |
| 0-10      | Donne Etr. – Frascati        | 0-19      |
| 0-74      | Old Napoli – Bologna         | 10-77     |
|           |                              |           |
| 3-12-2017 | 8ª/17ª giornata              | 29-4-2018 |
| 68-0      | Bologna – Amat. Torre        | 33-0      |
| 29-5      | Donne Etr. – CUS Ferrara     | 23-19     |
| 24-5      | Frascati – Belve Nerov.      | 24-5      |
| 5-5       | Old Napoli – CUS Pisa        | 14-0      |
| 0-84      | I Puma – Montevirginio       | 0-52      |

| 15-10-2017 | 3ª/12ª giornata            | 28-1-2018 |
| ---------- | -------------------------- | --------- |
| 19-21      | CUS Ferrara – Belve Nerov. | 12-33     |
| 5-17       | CUS Pisa – Amat. Torre     | 0-31      |
| 17-18      | Donne Etr. – Bologna       | 21-27     |
| 67-0       | Frascati – I Puma          | 54-5      |
| 0-75       | Old Napoli – Montevirginio | 0-69      |
|            |                            |           |
| 12-11-2017 | 6ª/15ª giornata            | 15-4-2018 |
| 7-37       | Amat. Torre – Belve Nerov. | 5-55      |
| 56-5       | Bologna – CUS Pisa         | 66-0      |
| 67-0       | Donne Etr. – Old Napoli    | 43-10     |
| 23-14      | Frascati – Montevirginio   | 19-20     |
| 15-10      | I Puma – CUS Ferrara       | 3-43      |
|            |                            |           |
| 10-12-2017 | 9ª/18ª giornata            | 6-5-2018  |
| 24-10      | Amat. Torre – I Puma       | 13-24     |
| 0-17       | Belve Nerov. – Donne Etr.  | 16-39     |
| 53-3       | CUS Ferrara – Old Napoli   | 34-22     |
| 0-62       | CUS Pisa – Frascati        | 0-67      |
| 19-5       | Montevirginio – Bologna    | 12-17     |

#### Classifica girone 2
|  |     | Squadra          | G  | V  | N | P  | PF  | PS  | P±   | B  | Pen | Pt |
|  | --- | ---------------- | -- | -- | - | -- | --- | --- | ---- | -- | --- | -- |
|  | 1.  | Bologna          | 18 | 16 | 0 | 2  | 772 | 168 | 604  | 14 | 0   | 78 |
|  | 2.  | Montevirginio    | 18 | 15 | 1 | 2  | 799 | 132 | 667  | 13 | 0   | 75 |
|  | 3.  | Frascati 2015    | 18 | 15 | 0 | 3  | 710 | 111 | 599  | 14 | 8   | 66 |
|  | 4.  | Donne Etrusche   | 18 | 12 | 1 | 5  | 528 | 169 | 359  | 13 | 4   | 59 |
|  | 5.  | Belve Neroverdi  | 18 | 10 | 0 | 8  | 514 | 318 | 196  | 9  | 4   | 45 |
|  | 6.  | CUS Ferrara      | 18 | 6  | 1 | 11 | 309 | 509 | −200 | 8  | 0   | 34 |
|  | 7.  | Le Puma Bisenzio | 18 | 6  | 0 | 12 | 207 | 585 | −378 | 5  | 0   | 29 |
|  | 8.  | Amatori Torre    | 18 | 4  | 1 | 13 | 187 | 572 | −385 | 6  | 0   | 24 |
|  | 9.  | Old Napoli       | 18 | 3  | 1 | 14 | 130 | 829 | −699 | 1  | 0   | 15 |
|  | 10. | CUS Pisa         | 18 | 0  | 1 | 17 | 37  | 800 | −763 | 0  | 0   | 2  |

## Fase aplay-off
|  | Barrage | Barrage       | Barrage |  |  | Semifinali | Semifinali | Semifinali |  |  | Finale    | Finale |  |  |  |  |
|  |         |               |         |  |  |            |            |            |  |  |           |        |  |  |  |  |
|  |         |               |         |  |  |            |            |            |  |  |           |        |  |  |  |  |
|  |         | Montevirginio | 3       |  |  |            |            |            |  |  |           |        |  |  |  |  |
|  |         | Villorba      | 45      |  |  |            |            |            |  |  |           |        |  |  |  |  |
|  |         |               |         |  |  |            | Colorno    | 34         |  |  |           |        |  |  |  |  |
|  |         |               |         |  |  |            | Villorba   | 8          |  |  |           |        |  |  |  |  |
|  |         |               |         |  |  |            |            |            |  |  | Colorno   | 29     |  |  |  |  |
|  |         |               |         |  |  |            |            |            |  |  | Valsugana | 20     |  |  |  |  |
|  |         |               |         |  |  |            | Bologna    | 0          |  |  |           |        |  |  |  |  |
|  |         |               |         |  |  |            | Valsugana  | 71         |  |  |           |        |  |  |  |  |
|  |         | Valsugana     | 78      |  |  |            |            |            |  |  |           |        |  |  |  |  |
|  |         | Frascati 2015 | 3       |  |  |            |            |            |  |  |           |        |  |  |  |  |

### Barrage
| Arbitro: | Maria G. Pacifico (Benevento) |

|             |      |                                                                               |
|             | mt   | 8’ Jensen 33’, 56’ Bragante 40’ Cipolla 52’ Barattin 60’ Doros 67’ Casagrande |
|             | tr   | 8’, 33’, 40’, 56’, 60’ Barattin                                               |
| Mancini 12’ | c.p. |                                                                               |

| Arbitro: | Giuliani (Milano) |

| |    |             |
| Stoppa 5’ Vitadello 16’ B. Veronese 18’ Andreaggi 24’, 77’ Meta collettiva 26’ Ruzza 38’, 49’ V. Ostuni Minuzzi 40’, 56’ Frezza 65’ Rigoni 67’ | mt | 78’ Silvi   |
| Rigoni 5’, 16’, 18’, 24’, 38’, 49’, 56’, 67’, 77’                                                                                              | tr | 78’ Mariani |

### Semifinali
| Arbitro: | Barbara Guastini (Prato) |

|                                                            |      |                |
| Cioffi 13’ Franco 34’, 43’, 69’ Ranuccini 58’ Ippolito 80’ | mt   | 44’ Costantini |
| Sillari 43’ Barbieri 80’                                   | tr   |                |
|                                                            | c.p. | 3’ Barattin    |

| Forlì 27 maggio 2018, ore 15:30 UTC+2 Semifinale gruppo 2                                                                                                 | Bologna | 0 – 71 referto                                                                                        | Valsugana | Stadio Inferno Monti (100 spett.) |
| mt 2’, 36’, 72’ Andreaggi 13’, 50’ V. Ostuni Minuzzi 19’ Cerato 25’, 29’ Ruzza 46’, 76’ Rigoni 65’ Folli tr 13’, 19’, 25’, 46’, 50’, 65’, 72’, 76’ Rigoni |         | |           |                                   |
| |         | |           |                                   |
| | mt      | 2’, 36’, 72’ Andreaggi 13’, 50’ V. Ostuni Minuzzi 19’ Cerato 25’, 29’ Ruzza 46’, 76’ Rigoni 65’ Folli |           |                                   |
| | tr      | 13’, 19’, 25’, 46’, 50’, 65’, 72’, 76’ Rigoni                                                         |           |                                   |

### Finale
| Arbitro: | Clara Munarini (Parma) |

| |              | |
| M.G. Cioffi 7’ Sillari 21’ Franco 39’ Fontanella 66’ | mt           | 14’ Andreaggi 31’ Vitadello 51’ Stoppa |
| Sillari 21’, 39’, 66’ | tr           | 31’ Ruzza |
| Sillari 43’ | c.p.         | 57’ Ruzza |
| · Fontanella · 69’ Ranuccini · M.G. Cioffi · Sillari · Bonaldo · Madìa · Barbieri · Boledi · 79’ Sgorbini · Franco · 72’ Merlo · Sberna · Turani · 72’ Appiani · Giacomoli | Formazioni   | · V. Ostuni Minuzzi · Vitadello · Guariglia 34’ · Folli · Andreaggi · Rigoni 9’ · Zatti 45’ · E. Giordano · B. Veronese · Fenato · Stoppa · Ruzza · Galiazzo 73’ · Cerato · Migotto |
| · 69’ Verini · 79’ Merusi · 72’ Di Masi · 72’ Ippolito | Sostituzioni | · C. Ostuni Minuzzi 9’ · Salvadego 45’ · Jeni 73’ |
| Cristian Prestera | Allenatori   | Nicola Bezzati |

## Verdetti
- Colorno: campione d'Italia